# Simon Gregson
Simon Alan Gregory (Mánchester, Inglaterra, 2 de octubre de 1974), más conocido como Simon Gregson, es un actor inglés que interpreta a Steve McDonald en la serie Coronation Street.

## Biografía
Es hijo de Alan Gregson (un oficial de policía), tiene una hermana llamada Tracey Gregson.
En el 2005 comenzó a salir con Emma Gleave, después de conocerla durante una cita a ciegas organizada por la actriz Beverley Callard. El 13 de noviembre de 2010 la pareja se casó; el 31 de agosto de 2007 la pareja le dio la bienvenida a su primer hijo juntos, Alfie Gregson y más tarde a su segundo hijo, Harry Gregson el 12 de julio de 2009. En mayo de 2015 la pareja anunció que estaban esperando a su tercer bebé juntos y el 4 de agosto de 2015 anunciaron que era un varón, durante esa misma entrevista anunciaron que originalmente Emma estaba embarazada de gemelos, sin embargo perdieron a uno al inicio del embarazo. La pareja le dio la bienvenida a su tercer hijo, Henry Teddy Gregson el 11 de diciembre de 2015.

## Carrera
El 6 de diciembre de 1989 saltó a la fama cuando se unió al elenco de la exitosa serie británica Coronation Street donde interpreta a Steve McDonald, hasta ahora.
En el 2011 participó en el concurso All Star Family Fortunes junto a su familia en contra del actor Sam Aston y su familia.

## Filmografía

### Series de televisión
| Año             | Título            | Personaje      | Notas           |
| --------------- | ----------------- | -------------- | --------------- |
| 1989 - presente | Coronation Street | Steve McDonald | 2,885 episodios |

### Apariciones
| Año  | Programa                 | Notas          |
| ---- | ------------------------ | -------------- |
| 2011 | All Star Family Fortunes | episodio # 6.1 |

## Premios y nominaciones
| Año  | Categoría                                            | Premio                    | Serie             | Resultado |
| ---- | ---------------------------------------------------- | ------------------------- | ----------------- | --------- |
| 2019 | Best On-Screen Partnership (junto a Kate Ford)       | British Soap Award        | Coronation Street | Nominados |
| 2017 | Best Actor                                           | Inside Soap Award         | Coronation Street | Nominado  |
| 2017 | Funniest Male                                        | Inside Soap Award         | Coronation Street | Nominado  |
| 2017 | Best Actor                                           | British Soap Award        | Coronation Street | Nominado  |
| 2017 | Best Male Dramatic Performance                       | British Soap Award        | Coronation Street | Nominado  |
| 2016 | Funniest Male                                        | Inside Soap Award         | Coronation Street | Nominado  |
| 2015 | Best Soap Actor                                      | TV Choice Award           | Coronation Street | Nominado  |
| 2015 | Soap Personality Sponsored by SMEG                   | TRIC Award                | Coronation Street | Nominado  |
| 2014 | Funniest Male                                        | Inside Soap Award         | Coronation Street | Ganó      |
| 2014 | Best Comedy Performance                              | British Soap Award        | Coronation Street | Ganó      |
| 2013 | Funniest Male                                        | Inside Soap Award         | Coronation Street | Ganó      |
| 2012 | Funniest Male                                        | Inside Soap Award         | Coronation Street | Nominado  |
| 2011 | Best Soap Actor                                      | TV Quick Award            | Coronation Street | Nominado  |
| 2011 | Best On-Screen Partnership (junto a Katherine Kelly) | British Soap Award        | Coronation Street | Nominados |
| 2010 | Most Popular Serial Drama Performance                | National Television Award | Coronation Street | Nominado  |
| 2009 | Best Soap Actor                                      | TV Quick Award            | Coronation Street | Ganó      |
| 2009 | Best Actor                                           | British Soap Award        | Coronation Street | Nominado  |
| 2009 | Best On-Screen Partnership (junto a Katherine Kelly) | British Soap Award        | Coronation Street | Nominados |
| 2009 | Best Comedy Performance                              | British Soap Award        | Coronation Street | Nominado  |
| 2007 | Best Couple (junto a Kym Marsh)                      | Inside Soap Award         | Coronation Street | Nominados |
| 2005 | Best Actor                                           | British Soap Award        | Coronation Street | Nominado  |